# Dominik Tatarka

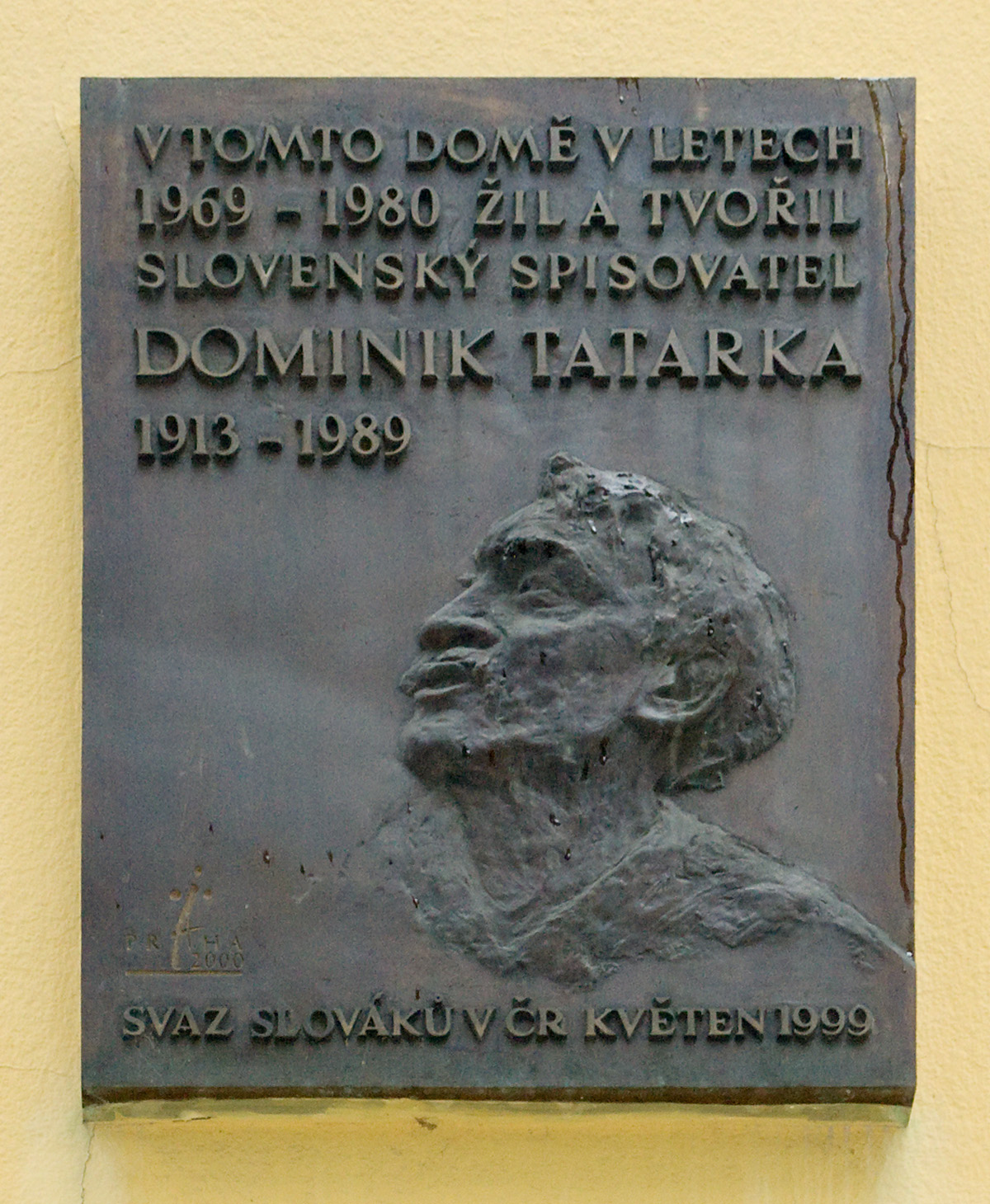
Pamětní deska na domě v Praze, kde žil v letech 1969–1980

Dominik Tatarka (14. března 1913 Plevník-Drienové, Uhersko – 10. května 1989 Bratislava) byl slovenský spisovatel a publicista.

## Život
Gymnázium začal studovat v Nitře, ale odmaturoval roku 1934 v Trenčíně. Poté studoval na UK v Praze (1934–1938) a na Sorbonně v Paříži (1938 – 4 měsíce ).
Od 1939 do 1944 vyučoval na střední škole v Žilině a v Martině. Aktivně se zúčastnil Slovenského národního povstání. Po skončení války pracoval jako úředník a redaktor v různých denících, v letech 1949–1951 byl tajemníkem a ústředním tajemníkem Svazu československých spisovatelů, v letech 1951–1952 byl redaktorem deníku Pravda. V roce 1969 vrátil legitimaci KSČ, protože nebránila suverenitu Československa, poté byl vyloučen ze všech organizací a od roku 1970 pracoval v manuálních profesích a stal se zakázaným autorem. Od tohoto vystoupení byl pod stálým dozorem StB. Od roku 1971 byl v invalidním důchodu. Roku 1977 jako první Slovák podepsal Chartu 77 (celkově Chartu 77 podepsalo 7 Slováků). Láska mezi D. Tatarkou a disidentkou Evou Štolbovou je popsána v její knize Lamento.

## Ocenění
Roku 1986 mu Nadace Charty 77 ve Stockholmu udělila Cenu Jaroslava Seiferta.
V roce 1991 mu byl udělen Řád Tomáše Garrigua Masaryka I. třídy (in memoriam).
Při příležitosti 100. výročí jeho narození v r. 2013 vydala Slovenská pošta poštovní známku s portrétem Dominika Tatarky od akademického malíře Dušana Grečnera.

## Dílo
- V úzkosti hľadania, (1942, česky r. 1965). Tatarka od počátku po celou svou tvorbu vnášel do svých knih vlastní život. Vracel se ustavičně k několika základním okamžikům svého života a ty transponoval jako základní lidské situace. Je to sbírka novel, které čerpají z autorových životních prožitků z doby na přelomu 30. a 40. let. Základním motivem je zde motiv lidského neporozumění. Jsou to vlastně variace na téma lidské osamělosti, odcizení, nemožnosti komunikace a navázání trvalých mezilidských vztahů.
- Panna zázračnica, (1944, česky r. 1968). Zachytil splývání skutečností s fantazií – atmosféru nástupu avantgardních směrů v Bratislavě. Je to příběh skupiny mladých bohémů, kteří v průběhu války neustále hledají své vyjádření v umění i v životě a jejich inspirací, láskou a přítelkyní je krásná dívka Anabella. Z této „panny zázračnice“ si každý udělal svým způsobem svůj osobní idol i zdůvodnění své tvůrčí posedlosti.
- Farská republika, (1948, česky r. 1949 a podruhé v r. 1961). Základem románu byly jeho zážitky z Žiliny, kde za 2. světové války učil na gymnáziu. Byl obklopen tragickými osudy Židů, kteří byli později deportování. Většina z nich tušila, jaký osud je čeká a snažila se mu uniknout získáním amerického pasu od slovenských navrátilců. Farskou republikou označil období klerofašistického Slovenského štátu.
- Ľudia a skutky, (1950)
- Prvý a druhý úder, (1950)
- Radostník, (1954)
- Družné letá, (1955)
- Človek na cestách, (1957)
- Rozhovory bez konca, (1959)
- Prútené kreslá, (1962)
- Démon súhlasu, (1963), časopisecky již r. 1956. Tatarka zobrazil s groteskním zveličením tragický osud umělce, který se za výhody upíše ke spolupráci s totalitním režimem. V této próze podal nejkritičtější analýzu stalinizmu v té době, pronikavou kritiku vládnoucího monopolu jedné strany a praktik komunistické diktatury. Otevřeně vyřkl pravdu o sovětizaci slovenské společnosti po r. 1948.
- Proti démonom, (1968)
- Písačky, (1979), Kolín nad Rýnem
- Sám proti noci, (1984), Řím
- Listy do večnosti, (1986), Toronto
- Navrávačky, (1988), Kolín nad Rýnem
- V ne čase, (1997)
- Písačky pre milovanú Lutéciu, (1999), Praha